# O Pato Selvagem

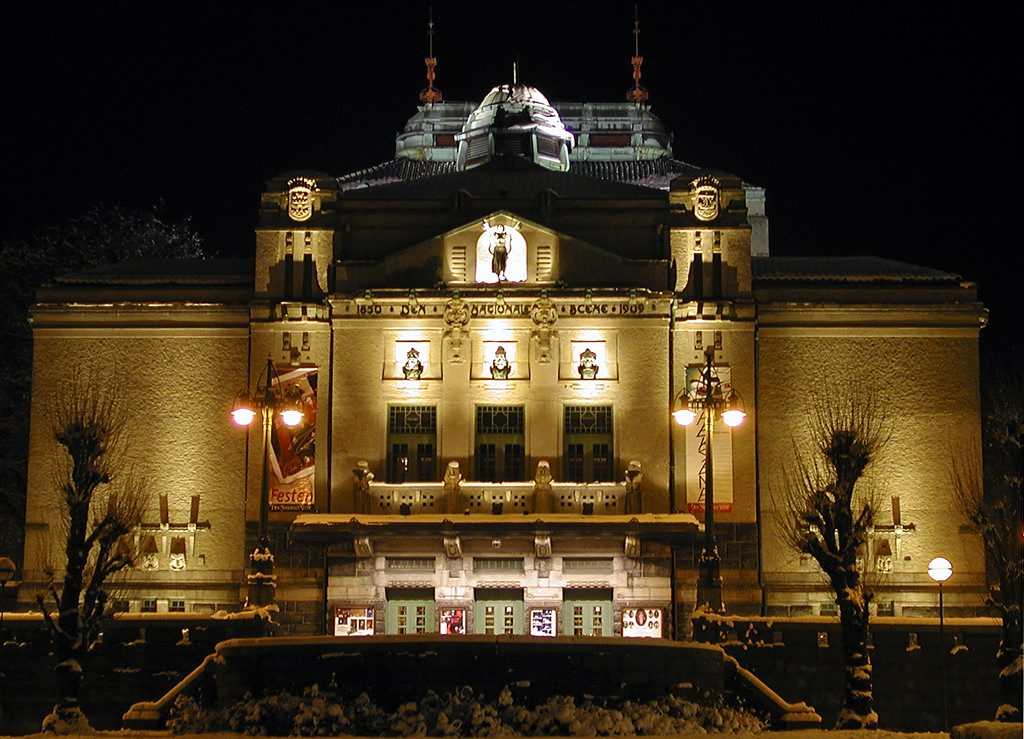
"Den Nationale Scene", em Bergen onde a peça “O Pato Selvagem” foi representada pela primeira vez, em 1885

O Pato Selvagem (Vildanden, no original em norueguês) é uma peça de teatro do dramaturgo norueguês Henrik Ibsen, escrita e publicada em 1884, e representada em 9 de janeiro de 1885, no "Den Nationale Scene", em Bergen.

## Características da obra
Imediatamente posterior a “Um Inimigo do Povo”, escrita dois anos antes, e que mostrara os dois lados da questão da verdade absoluta, o drama em 5 atos “O Pato Selvagem” resgata a “mentira necessária”, apresentando um tipo de humanidade que não poderia viver sem certas mentiras. Esta peça, cujos personagens alcançam características shakespereanas,  tem sido considerada pela crítica como a mais profunda de Ibsen, utilizando “a fábula engenhosa do pato ferido que mergulha até ao lodo do fundo, nele firma o bico, se retém no sargaço, e nunca mais reaparece à superfície, a menos que um cão hábil o faça subir”, Ibsen aborda tragicamente a fragilidade humana, cuja felicidade é destruída pelo fanatismo idealista da verdade absoluta, criando uma obra que se aproxima do espírito cético do teatro contemporâneo, descomprometido com o “salvacionismo moral” da literatura pós-romântica europeia.

## Sumário
“O Pato Selvagem” apresenta Hjalmar Ekdal, poeta frustrado, que vive, sem o confessar nem a si mesmo, do dinheiro do antigo amante da sua mulher e pai de sua filha. O confuso personagem Gregers Werle, “fanático da verdade”, destrói a mentira, e como consequência, arruína a vida rotineira do casal e causa o suicídio da filha. O vencedor da peça é, portanto, a “mentira vital”, sem a qual os homens não podem viver.

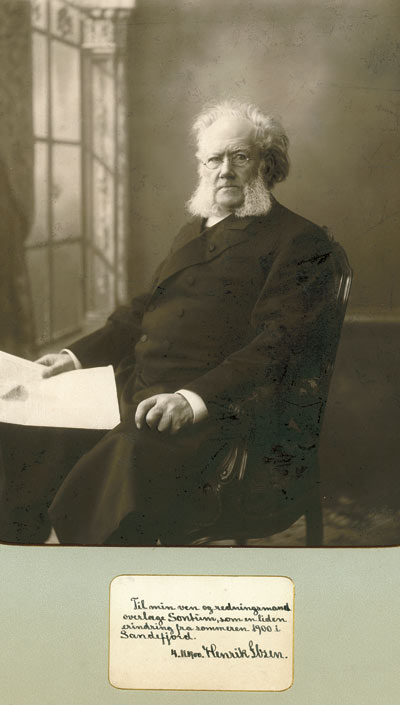
Ibsen, autor de "O Pato Selvagem", fotografado por Gustav Borgen em 1898

## Personagens
- Werle, proprietário de usinas.
- Gregers Werle, seu filho.
- O velho Ekdal.
- Hjalmar Ekdal, seu filho, fotógrafo.
- Gina Ekdal, mulher de Hjalmar.
- Hedvig, filha do casal, quatorze anos.
- Senhora Soerby.
- Relling, médico.
- Molvik, antigo estudante de teologia.
- Graberg, caixeiro.
- Petersen, criado de Werle.
- Jensen, criado extra.
- Um senhor gordo e pálido.
- Um senhor calvo.
- Um senhor míope.
- Seis outros senhores.
- Criados extras.

## Enredo

### ATO I
O primeiro ato se passa na casa de Werle, durante um jantar oferecido a seu filho Gregers, que chegou. Inicialmente Petersen e Jensen estão arrumando o gabinete de trabalho de Werle, e comentam sobre o jantar que Werle está oferecendo em homenagem à chegada de seu filho, Gregers. Repentinamente, chega um senhor, o velho Ekdal, que pede para ir até os escritórios, o que lhe é permitido. Petersen comenta que o velho já fora tenente, mas entrara no comércio de madeiras e “pregara uma peça” no sócio, sendo então preso.
Chegam Werle e os convidados para o jantar, entre eles Hjalmar Ekdal e a Senhora Soerby. Hjalmar Ekdal comenta, com Gregers, que durante o jantar eram treze à mesa, e que ele não deveria lhe ter mandado o convite, ao que Gregers retruca, pois se sentira no direito de convidá-lo, como seu velho amigo de escola. Hjalmar sente que o velho Werle não se sentiu satisfeito com sua presença.
Gregers e Hjalmar conversam sobre suas vidas ao longo dos anos que não se viram, e Hjalmar diz se sentir satisfeito como fotógrafo, e fala de sua vergonha sobre o acontecido com seu pai, e das dívidas que tinha com o velho Werle. Relata que Werle o ajudou financeiramente, para surpresa de Gregers, e que só pôde se casar graças a ele.

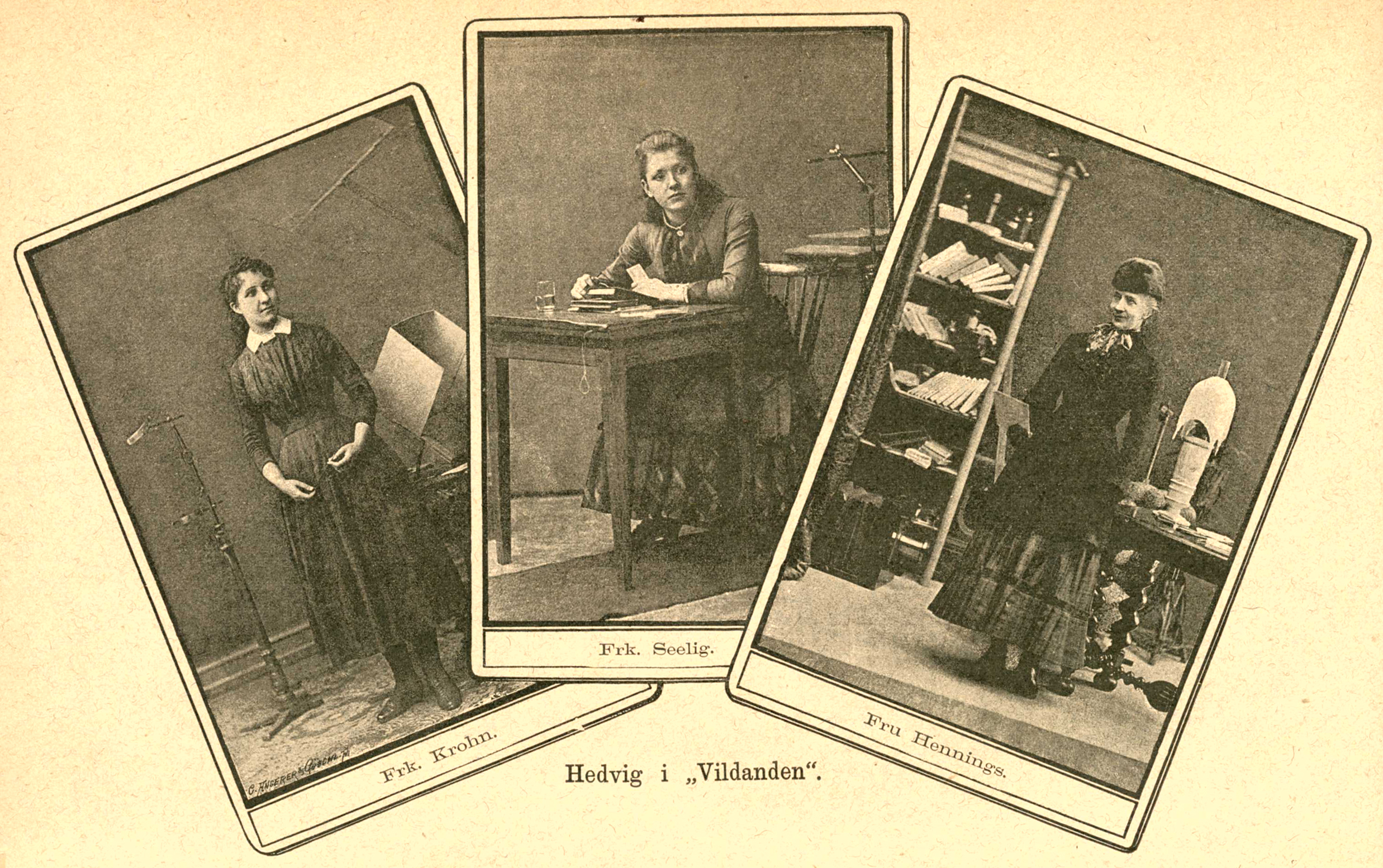
Hedvig interpretada por três atrizes: Lully Krohn, Lotten Seelig e Betty Hennings.

Gregers indaga sobre a esposa de Hjalmar, e descobre que é Gina Hansen, que fora governanta da casa durante a doença da Sra. Werle. Gregers fica surpreso, e pede detalhes desse relacionamento, e percebe que fora seu pai quem incentivara tal casamento, assim como fora seu pai a incentivar Hjalmar a ser fotógrafo, aliado ao fato de Gina ter feito alguns estudos de retoque.
A Sra. Soerby entra no gabinete, trazendo consigo os outros convivas. Todos conversam, mas Hjalmar não participa muito da conversa. O velho Ekdal, repentinamente, sai do escritório, acompanhado de Graberg, e ambos saem do gabinete. Hjalmar estremece quando vê o pai, e disfarça, dizendo aos convivas não conhecê-lo. Gregers se surpreende por Hjalmar renegar o pai. Hjalmar despede-se e se retira.
Gregers fala a sós com seu pai, cobrando-lhe o fato de ter deixado a família Ekdal decair tanto, haja vista já terem sido tão amigos. Werle os culpa por ter sujado seu nome, mas Gregers observa que o velho Ekdal não trabalhara sozinho; o pai nega, pois fora absovido, enquanto o velho Ekdal fora condenado. Werle observa que ainda ajuda o velho Ekdal, dando-lhe pequenas cópias do escritório para fazer. Gregers observa que o casamento de Hjalmar com Gina fora conveniente, pois ela era amante de Werle. Werle desconversa, e faz uma proposta de sociedade com Gregers, pois está com um problema progressivo de visão, e quer o filho em seu lugar. Confessa também que talvez se case com a Sra. Soerby, e Gregers aceita o fato.
Gregers se mostra desencantado com o pai, e esse comenta que ele o vê pelos olhos da falecida mãe. Gregers se despede, decepcionado pelas atitudes do pai, em especial com Hjalmar.

### ATO II
O segundo ato se passa no atelier de Hjalmar Ekdal. Gina e Hedvig estão sentadas, a primeira cosendo e a segunda lendo. Elas conversam e comentam sobre o convite para o jantar que Hjalmar recebera.
Hjalmar chega, falam superficialmente sobre o jantar. O velho Ekdal entra, fumando um cachimbo. Conversam sobre o jantar, respondendo às perguntas curiosas de Hedvig. Hedvig lhe cobra sua promessa, mas Hjalmar só lhe presenteia com um cardápio da festa que traz em seu bolso. Falam sobre a falta de clientes para fotografar. Hedvig lhe traz a flauta  e ele toca para elas.
Gregers chega e diz ter deixado a casa paterna. Conhece Hedvig, e Hjalmar relata seu amor e sua preocupação por ela, pois está para perder a visão. Acreditam ser um problema hereditário, talvez herdado da mãe de Hjalmar. Gregers interroga sobre a idade de Hedvig e sobre o tempo de casamento de Gina e Hjalmar, por volta de quinze anos.
O velho Ekdal entra e Gregers conversa com ele, sobre as antigas caçadas que fizera, quando tenente. Ekdal insiste e mostra a Gregers um pato selvagem que cria no sótão da casa. Hedvig diz que o pato é seu, e que ele foi abatido por Werle, mas que esse, por enxergar mal, apenas o feriu, impedindo-o de voar. O pato foi ao fundo do lodo, sendo trazido por um cão que mergulhou. O velho Ekdal observa que os patos selvagens fazem isso: “vão ao fundo tanto quanto podem, seguram-se com o bico nas ervas marinhas e nos juncos... e em todas as sujeiras que acham lá em baixo... e nunca mais sobem”.
Gregers se oferece para ficar no quarto que os Ekdal têm para alugar, e Hjalmar aceita. Gina fica preocupada com a situação. Gregers brinca, dizendo que não gostaria de ser Gregers Werle e sim um cão inteligente, desses que trazem os patos selvagens do fundo da lama. Fica combinado que Gregers ficará com o quarto. Hjalmar fica contente, e insinua para Gina que tem uma “tarefa” a cumprir.

### ATO III

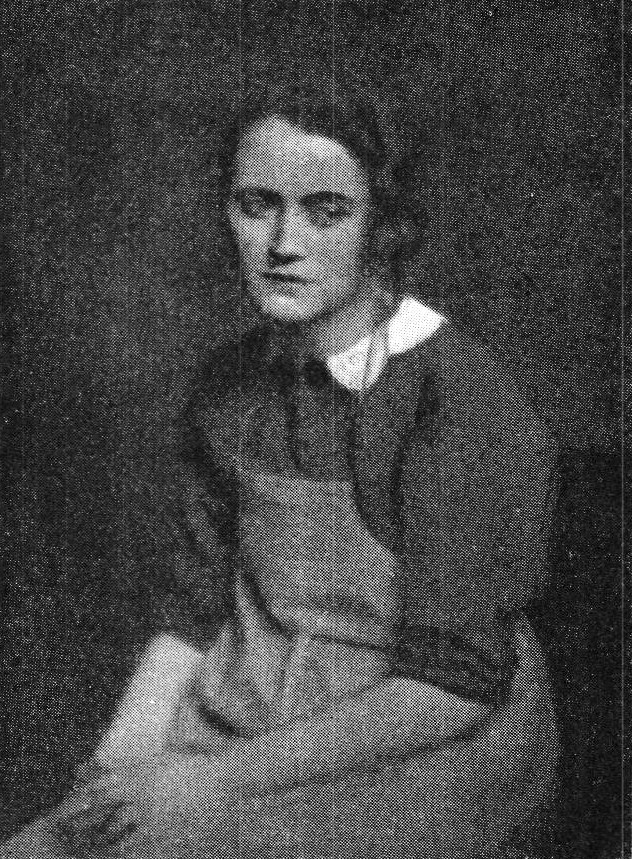
Hedvig interpretada por Betzy Holter, em 1928.

O terceiro ato se passa no atelier de Hjalmar. Ele retoca uma fotografia e Gina entra. Os dois conversam sobre Gregers no novo quarto. Hjalmar conta que convidou Gregers, Molvik e Relling (que moram nos quartos alugados) para o almoço. Gina sai e entra o velho Ekdal; os dois conversam e mais tarde passam a trabalhar em um projeto “secreto”. Gregers chega e conversa com Hedvig, observando-a, perguntando de suas atividades, quase todas solitárias, pois devido ao problema visual, não freqüenta mais a escola. Ela lhe conta dos livros que têm em casa, que foram deixados por um antigo hóspede, o “holandês voador”, e relata que seu pai deseja que ela aprenda a “fazer cestos”, o que não a agrada. Falam sobre o pato selvagem. Gina chega e as duas arrumam a mesa para o almoço. Enquanto conversam, ouvem um tiro no sótão., e Hedvig informa que estão caçando.
Hjalmar desce, com uma pistola de cavalaria, que depois é guardada em uma prateleira. Ele segreda a Gregers estar fazendo, no sótão, uma “invenção”, e que com isso tentará “resgatar” a dignidade do pai. Confessa que o pai, e ele mesmo, já pensaram em tirar a vida com aquela pistola, devido a todo o processo por que passaram. Hjalmar faz segredo sobre a sua “invenção”, sua “descoberta”. Gregers o compara ao “pato selvagem”, mergulhado nos sargaços para morrer na obscuridade.
Gina e os outros chegam, e sentam-se para o almoço. Relling comenta dos tempos passados, quando Gregers andava entre os operários com uma coisa que chamava de “os direitos do ideal”. Durante a conversa, Gregers acaba se exaltando, insinuando que naquele lugar há “o mau cheiro dos pântanos”. Os demais acabam interpondo-se, e repentinamente, alguém bate à porta. O Sr. Werle chega.
Werle quer falar com Gregers a sós, e os outros saem. Os dois discutem; Gregers informa que está decidido a abrir os olhos de Hjalmar, e que está convicto que deve salvá-lo da mentira e da dissimulação em que está envolvido. Acusa o pai de ter feito uma “armadilha” para o velho Ekdal, e recusa tudo o que o pai lhe oferece, inclusive a sociedade, e Werle se retira. Gregers convida Hjalmar para um passeio, para que possam conversar. Gina e Relling ficam preocupados; Relling observa que Gregers está atacado de febre de “justiça aguda”.

### ATO IV
O quarto ato se passa no atelier de Hjalmar.
Gina e Hedvig estão preocupadas com a demora de Hjalmar. Ele chega, diferente de seu modo usual, e durante  a conversa, diz que não colocará mais os pés no sótão,  e que não deveria receber sob seu teto nada vindo “daquelas mãos”. Fala para Hedvig, para seu desespero, que gostaria de matar o pato selvagem, mas que ele será poupado. Pede para Hedvig sair.
Hjalmar questiona, com Gina, sobre os gastos da casa, chegando à conclusão de que Werle é que os ajuda. Depois, questiona se havia algo entre ela e Werle na época em que ela era sua criada. Gina confessa, na época, ter cedido a Werle, e conversam sobre o seu relacionamento. Hjalmar acusa o passado de Gina. Gregers chega.
Gregers vem conferir se Hjalmar percebeu e confrontou a realidade., e acredita que a percepção da verdade lhes dará um novo caminho, liberto da mentira. Conversam, e Gregers compara Hjalmar ao pato selvagem, o troféu de caça do Sr. Werle. Relling entra. Gregers diz querer fundar uma “verdadeira união conjugal”, e Relling o questiona, e pede para deixarem Hedvig fora dessa situação de confronto, pois ela está numa idade susceptível a todas as inspirações. A Sra. Soerby chega.
Gregers informa que a Sra. Soerby vai casar com seu pai. Soerby confesssa que sim. Relling fica decepcionado. Todos conversam, e Soerby informa que Werle está próximo de perder a visão. Hjalmar diz que pagará toda a sua dívida com Werle, e Soerby se despede. Gregers fica satisfeito com a atitude de Hjalmar. Hjalmar mostra-se revoltado.
Hedvig chega e diz ter recebido um grande envelope da Sra. Soerby. Hjalmar lê a carta, que é uma espécie de doação, informando que o velho Ekdal não mais precisará trabalhar, basta ir mensalmente ao escritório para receber 100 coroas por mês, até sua morte, quando a quantidade passará para Hedvig. Hedvig fica exultante. Gregers observa que é uma armadilha para Hjalmar. Hedvig, sem entender o que se passa, sai chorando. Hjalmar rasga a carta, e acusa Gina de infidelidade, depois questiona se Hedvig é sua filha. Gina diz não saber. Hjalmar se revolta, diz não ter mais filha e se veste para sair, para decepção de Gregers, que deseja que ele reflita. Hedvig chega e corre para ele, que a afasta. Hjalmar sai e Hedvig chora.
Gina sai à procura de Hjalmar e Hedvig fica com Gregers. Hedvig conversa e não entende o que pode ter acontecido. Gregers tenta clarear os pensamentos de Hedvig, e lhe sugere que sacrifique o pato selvagem — o que tinha de mais preciosos no mundo –, por livre e espontânea vontade, pelo pai. Hedvig diz que vai pedir ao avô que o faça.

### ATO V
O quinto ato se passa no atelier de Hjalmar.
Gina e Hedvig procuram por Hjalmar, quando Gregers chega e diz que ele deve estar no quarto de Relling. Relling chega e assente, diz que Hjalmar está dormindo, depois discute com Gregers, questionando o quanto Hjalmar poderá superar tal situação, que Gregers está superestimando as forças de Hjalmar, apenas um homem comum, e que a “mentira vital” lhe poderia ter sido o princípio estimulante. Relling cofessa estimular tais “mentiras vitais” em várias pessoas, inclusive Molvik e o velho Ekdal, para que possam continuar vivendo. Observa que tirar a mentira vital de um homem comum pode significar tirar a sua felicidade.
Gregers questiona Hedvig por não ter executado o pato selvagem, e sai. Chega o velho Ekdal, e Hedvig o convida a ir à caça, o que ele recusa, devido ao mau tempo. Hedvig lhe pergunta como ele mataria um pato selvagem, e o avô diz que lhe meteria um chumbo no peito. Ekdal sai, e Hedvig examina a pistola que está na prateleira. Quando Gina chega, ela disfarça.
Hjalmar chega, Hedvig tenta abraçá-lo, ele a rejeita. Hjalmar e Gina discutem, ele acusa seu passado. Hedvig entra no atelier, e Hjalmar diz que deve ser poupado da presença de intrusos. Hedvig sai, murmurando algo sobre o pato selvagem. Pega a pistola às escondidas e vai para o sótão. Hjalmar diz que vai embora, e levará apenas seu pai. Gregers chega, questionado sobre o que Hjalmar resolveu, mas ele está desesperado, diz que vai embora, e que não continuará coma sua “invenção”, que fora apenas sugestão de Relling. Fala que Hedvig obscurecerá toda a sua existência. Gregers o questiona. Hjalmar questiona tudo em sua vida, inclusive o amor de Hedvig. Ouvem o pato selvagem gritar no sótão, e Gregers sugere que ele terá a prova do amor de Hedvig. Ouve-se um tiro, e Gregers fica feliz, diz que é a prova de que Hedvig o ama, que a menina convenceu o avô a matar o pato selvagem como prova de seu amor pelo pai.
Todos procuram por Hedvig. Hjalmar fica satisfeito e acredita que agora uma nova vida começará para ele. O velho Ekdal chega e nega ter dado o tiro. Correm para o sótão e encontram Hedvig caída. Constatam que o tiro atingiu o coração e que teve morte instantânea. Hjalmar chora, arrependido, dizendo que nunca a deixou de amar. Hjalmar e Gina se consolam. Relling acha que não foi acidente, que ela se matou. Gregers e Relling conversam sobre Hjalmar, o primeiro acreditando na libertação pela morte da menina, e o segundo desacreditando. Gregers reconhece que, se estiver errado, a vida não vale a pena ser vivida, e resolve ser o “décimo terceiro à mesa”. Relling, cético, desfaz dele: “Ora! Vá cantar noutra freguesia!”.

## Histórico
O Pato Selvagem, apesar de planejado por algum tempo, começou a ser esboçado realmente em 20 de abril de 1884, e o quinto e último ato foi feito entre 9 e 13 de julho. Em 2 de setembro de 1884 Ibsen enviou o manuscrito para o editor Hegel.
A peça foi publicada pela primeira vez em 11 de novembro de 1884 pela Gyldendalske Boghandels Forlag (F. Hegel & Son), em Copenhague e Christiania em uma tiragem de 8000 exemplares. Os revisores e leitores ficaram bastante intrigados com a peça; apesar disso, o livro vendeu muito bem, e uma segunda edição, de 2000 exemplares, foi publicada em 1º de dezembro de 1884.

## Estreia
A peça teve sua primeira apresentação em 9 de janeiro de 1885, no Den Nationale Scene, em Bergen. A produção foi um sucesso, em grande parte devido ao seu diretor, Gunnar Heiberg. Dois dias depois, foi aprtesentada pela primeira vez no Christiania Theater. Durante o mês de janeiro também foi produzida no Svenska Teatern, em Helsingfors (16 de janeiro), em Aalborg (25 de janeiro) e no Dramaten, em Estocolmo (janeiro de 30). Três atrizes da época a interpretar Hedvig foram: Lully Krohn (Noruega), Lotten Seelig (Suécia) e Betty Hennings (Dinamarca).

## O Pato Selvagem em Londres
O Pato Selvagem (The Wild Duck) foi representado em Londres, numa produção da Independent Theatre Society, em 5 de maio de 1894. Os atores principais foram Charles Fulton como Gregers, Abingdon como Healmar Ekdal, Herbert Waring como Geria, Winifred Fraser como Hedrig e Lawrence Irving como Relling.

## Considerações críticas
Conde Prozor, no prefácio à obra defende que “em nenhuma obra de Ibsen o caráter especial de seu gênio se desenha tão nitidamente como em O pato selvagem”. Observa, também, que “... o antagonismo entre essas duas personagens em cena (Gregers e Relling), não é mais do que um reflexo do combate que se feriu na sua alma (de Ibsen), e ao qual devemos a mais pessimista das suas obras”.
Otto Maria Carpeaux, em seu estudo crítico da obra de Ibsen, defende que “O Pato Selvagem” é a “peça mais profunda de Ibsen. A caracterização das personagens atinge alturas shakespereanas”. Carpeaux observa, também, que “o vencedor da peça é a “mentira vital”, sem a qual os homens não podem viver, e que o “coro” da peça, o cínico Dr. Relling, proclama ser a suprema lei da humanidade”

## Traduções em língua portuguesa
- No Brasil, foi lançada a primeira tradução em 1944, feita por Vidal de Oliveira, na obra "Seis Dramas", que reunia seis obras de Ibsen, pela Coleção "Biblioteca dos Séculos", nº 10, da Editora Globo, em Porto Alegre, com introdução de Otto Maria Carpeaux[12]. Relançado em 1984, pela Editora Globo, no livro “O Pato Selvagem”.
- Gil Costa Santos e Ragnhild Marthine Bø. Peças escolhidas 2 (ao lado de Hedda Gabler / A Dama do Mar / Rosmersholm) (Coleção: Teatro). Portugal: Livros Cotovia, 2008, ISBN: 978-972-795-237-3

## Espetáculos no Brasil

### 1999
- “A Fase do Pato Selvagem”, espetáculo de dança inspirado em “O Pato Selvagem”, realizado pelo grupo carioca Atelier de Coreografia, dirigido por João Saldanha, em São Paulo, 1999[13].

### 2010
- Nome: O Pato Selvagem[14][15][16].
- Local: São Paulo
- Teatro: Sesc Santana, até 21 de fevereiro de 2010; posteriormente, FIT - Festival Internacional de Teatro de São José do Rio Preto, em 19, 20 e 21 de julho de 2010; posteriormente FILO - Festival Internacional de Londrina, 13 e 14 de junho de 2010, e ETC - Encontro de Teatro da Cidade de Guarulhos, 28 de julho de 2010.
- Tradução e Adaptação: Cia Les Commediens Tropicales
- Produção: Cia Les Commediens Tropicales
- Elenco: Carlos Canhameiro, Daniel Gonzalez, Jonas Golfeto, Michele Navarro, Paula Mirhan, Weber Fonseca
- Cenografia: José Valdir, Ricardo Palmieri
- Figurinos: Juliana Roso

## Espetáculos em Portugal

### 2016
- Nome: O pato selvagem[17]
- Local: Lisboa
- Teatro: Teatro Nacional D. Maria II
- Encenação: Tiago Guedes
- Elenco:  Anabela Almeida, Gonçalo Waddington, João Grosso, Lúcia Maria, Margarida Correia, Pedro Gil, Tónan Quito